# جيمس شيرمان
جيمس سكولكرافت شيرمان (بالإنجليزية: James Schoolcraft Sherman) (ولد 24 أكتوبر 1855 – 30 أكتوبر 1912) كان سياسيًا أمريكيًا، وممثلًا عن ولاية نيويورك في مجلس النواب منذ عام 1887 وحتى عام 1891، ثم منذ عام 1893 وحتى عام 1909، وكان نائب الرئيس السابع والعشرين للولايات المتحدة منذ عام 1909 وحتى وفاته. كانت تربطه علاقات متبادلة مع بالدوين، وهور، وعائلات شيرمان، ومحامين وسياسيين بارزين في نيو إنجلاند ونيويورك.
رغم أنه لم يكن مديرًا ذا قدرات كبيرة، فقد كان رئيسًا بارعًا للجان الكونغرس، وسهّلت شخصيته الودودة أعمال المجلس عليه لدرجة أنه كان يعرف باسم «جيم المشرق (ساني جيم)». كان أول نائب رئيس يسافر في طائرة (1911)، وأول من رفض الإعلان الاحتفالي في بداية مباريات لعبة البيسبول.
إن شيرمان هو آخر نائب رئيس يموت في منصبه.

## شبابه وتعليمه ومسيرته القانونية
وُلد شيرمان في أوتيكا في نيويورك، وهو ابن ريتشارد أبدايك شيرمان وماري فرانيس شيرمان. حسب الحقائق الموجودة في ملفه، «كان شيرمان من الجيل التاسع المنحدر من هينري شيرمان، وتربطه صلة قربى بكل من روجر شيرمان، الذي كان أحد الموقعين على ميثاق إعلان الاستقلال، وويليام تيكومسيه شيرمان، وهو جنرال الاتحاد خلال الحرب الأهلية».
تلقّى تعليمه في معهد وايتس تاون، ثم في كلية هاميلتون في كلينتون في نيويورك. في هاميلتون، لفت الانتباه بسبب مهاراته في الخطابة والمناظرة. بعد تخرجه عام 1878، بقي في هاميلتون لمدة أربع سنوات ليدرس الحقوق، ثم تابع دراسته في مكتب بيردسلي وكوكنغهام وبورديك في أوتيكا، وكان معه أخو زوجته هينري جاي. كوكينغهام، الذي كان شريكه. قُبل محاميًا في عام 1880، ومارس المحاماة مع كوكينغهام في شركة مارتن وكوكينغهام. كان شيرمان أيضًا رئيس شركة أوتيكا للأمانة والتأمين وشركة نيوهاتفورد للتعليب. أصبح عمدة أوتيكا بعمر التاسعة والعشرين.
في عام 1881، تزوج كاري بابكوك من إيست أورانج في نيوجيرسي، وأنجبا ثلاثة أبناء هم: شيريل ب. شيرمان، وريتشارد أبدايك شيرمان، وتوماس مور شيرمان.

## المحافظ من الحرس القديم في الكونغرس
في عام 1886، انتُخب شيرمان ممثلًا عن مقاطعة نيويورك الثالثة والعشرين في الكونغرس بصفته جمهوريًا، واستمر في المجلس مدة 20 عامًا (أربع سنوات متبوعة بسنتين استراحة ثم 16 سنة أخرى).
في الوقت الذي انقسم فيه الحزب الجمهوري حول تعاريف الحماية الجمركية، وقف شيرمان في صف ويليام ماكينلي والفرع المحافظ مدافعًا عن النظام النقدي القائم على الذهب في وجه التضخم المحتمل «الفضة المجانية».
خلال مسيرته في المجلس، شغل شيرمان منصب رئيس لجنة الشؤون الهندية من ملتقى الكونغرس الرابع والخمسين وحتى الستين (1895 - 1909).
لأن شيرمان لم يستلم منصب قيادة في حزب أبدًا ولم يشغل منصب رئيس لجنة كبرى مثل لجنة الطرق والوسائل أو لجنة التخصيصات، اعتُبر أنه حيادي بشكل كافٍ ليُعيَّن بصورة متكررة رئيسًا لـ«لجنة كل المجلس»؛ وهي جهاز رئيسي يعمل على تسريع عبور الفواتير من خلال تعليق قواعد معينة حسب تقدير رئيس اللجنة. عرَّف هينري كابوت لودج هذا المنصب بأنه اختبار رئيسي للنزاهة والقدرة على إصدار الأحكام، وصرح بأن شيرمان كان مناسبًا جدًا لهذا المنصب. بفضل جهود شيرمان في عام 1900، بُنيت مدرسة شيرمان الثانوية الهندية في ريفرسايد في كاليفورنيا وسُميت باسمه.

## روابط خارجية
- جيمس شيرمان على موقع الموسوعة البريطانية (الإنجليزية)
- جيمس شيرمان على موقع إن إن دي بي (الإنجليزية)